# Prihova (Oplotnica)
Prihova is een plaats in Slovenië en maakt deel uit van de gemeente Oplotnica in de NUTS-3-regio Podravska. De plaats telde 77 inwoners op 1 januari 2020.